# 세가 새턴 게임 목록
이 목록은 세가의 세가 새턴으로 출판된 게임의 목록이다.

## 게임 목록

### 세가의 게임
- 소닉 더 헤지호그 시리즈
  - 소닉 잼
- 버추어 파이터 시리즈
  - 버추어 파이터 2

### 세가 이외의 게임
- 킹오브파이터즈
  - 더 킹 오브 파이터즈 95

## 같이 보기
- 세가의 비디오 게임 프랜차이즈 목록
- 비디오 게임 목록